# Patek Ferenc
Velennai Patek Ferenc, Patek Ferenc István (Újvidék, 1889. szeptember 23. – Budapest, 1937. március 22.) történész, gimnáziumi tanár, író. 

## Életútja
Szülei Patek Béla polgári iskolai tanár, iskolaigazgató és Kailbach Anna. Középiskolai tanulmányait szülőhelyén, Újvidéken végezte, egyetemi diplomát Budapesten szerzett. 1912-ben doktorált magyar történelemből, majd 1913-ban történelem-latin szakon szerzett középiskolai tanári oklevelet. 1913. július 22-én Budapesten házasságot kötött Szentirmay Erzsébet polgári iskolai tanítónővel. 1912 és 1923 között a budapesti IV. kerületi leánygimnázium tanára volt. 1923-ban a budapesti egyetemen a késői középkori történelem tárgyköréből magántanári képesítést szerzett, majd gimnáziumi tanárként nyugdíjba vonult. Főként egyháztörténi témájú egyetemi előadásokat tartott. 1923-ban a Szent István Akadémia II. osztályú és a Magyar Történelmi Társulat igazgatósági választmányi tagja lett. 

## Művei
- A magyarországi templarius rendtartomány felbomlása. Budapest, 1912.
- V. Coelestin pápa választása. Budapest, 1922.
- Posthumus István. Budapest, 1925.